# Hansjoachim von der Esch
Hansjoachim von der Esch, auch: Hans-Joachim von der Esch (* 6. Oktober 1899 in Mülheim an der Ruhr; † 10. Mai 1976 in La Tour-de-Peilz, Kanton Waadt, Schweiz) war ein deutscher Diplomat und Forschungsreisender.

## Leben

### Familie
Hansjoachim von der Esch entstammte einem rheinländischen Geschlecht und war der Sohn des königlich preußischen Generalleutnants und Trägers des Pour le Mérite Hans von der Esch (1862–1934) und der Industriellentochter Elisabeth Hasenkamp (1874–1926). Esch heiratete am 4. Mai 1927 in Helsingborg (Schweden) Marianne Sandstedt (* 17. Januar 1907 in Helsingborg; † ....), die Tochter des Rechtsanwalts Hans Sandstedt und der Hilma Henckel. Dieser Ehe entstammen zwei in Schweden lebende Söhne, der spätere Rechtsanwalt Hans-Ulrich von der Esch und der königlich schwedische Oberhofmarschall Björn von der Esch.

### Beruf
Nach dem Besuch des Gymnasiums war Esch aktiver Offizier im Ersten Weltkrieg. Nach seinem Abschied vom Militär studierte an einer Technischen Hochschule mit dem Abschluss Diplom-Ingenieur. Nachdem er auch die arabische Sprache studiert hatte, war er von 1929 bis 1939 als Vertreter einer deutschen Firma in Ägypten tätig. Während der 1930er-Jahre begleitete er Ladislaus Almásy bei Expeditionen in die libysche Wüste.
Während des Zweiten Weltkriegs gehörte von der Esch zunächst dem Heer an, trat im Juni 1942 zur Luftwaffe über und war als Sachbearbeiter für Sonderunternehmen unter anderem beim Luftwaffenkommando Südost eingesetzt. Im Februar 1944 übernahm er im Range eines Majors die Bildstelle und die Auswertung der Auslandspresse im Dulag Luft.
Seit September 1952 war er Gesandter der Bundesrepublik Deutschland in Syrien. Im Jahr 1956 kam es wegen der bevorstehenden Einrichtung einer konsularischen Vertretung der DDR in Syrien zu diplomatischen Problemen zwischen der Bundesrepublik und der Regierung in Damaskus. Im Laufe der Verhandlungen wurde von der Esch aus Syrien abberufen. Gleichzeitig betonte die Bundesregierung aber, dies hätte nichts mit den Unstimmigkeiten zu tun, weil die Amtszeit des Botschafters abgelaufen sei. Im Februar 1957 wurde von der Esch zum ersten Botschafter der Bundesrepublik in Marokko ernannt.

## Schriften
- Im Herzen der Libyschen Wüste, Leipzig, F. A. Brockhaus, 1943.
- Weenak – die Karawane ruft : Auf verschollenen Pfaden durch Ägyptens Wüsten, Leipzig, F. A. Brockhaus, 1941.

## Genealogie
- Walter von Hueck, Erik Amburger, Hans Friedrich von Ehrenkrook. Et. al.: Genealogisches Handbuch der Adeligen Häuser. B (Briefadel). 1968. Band VIII, Band 41 der Gesamtreihe GHdA, Hrsg. Deutsches Adelsarchiv, C. A. Starke, Limburg/Lahn 1968, S. 94 f. (Mit Portrait in den Vorseiten).
- Walter von Hueck, Freiherr Klaus von Andrian-Werburg. Et. al.: Genealogisches Handbuch der Adeligen Häuser. B (Briefadel). 1990. Band XIX, Band 99 der Gesamtreihe GHdA, Hrsg. Deutsches Adelsarchiv, C. A. Starke, Limburg/Lahn 1990, S. 65.